# Marvel 1602: Czwórka z Fantasticka
Marvel 1602: "Fantastyczna Czwórka" (ang. Marvel 1602: Fantastick Four) to amerykańska mini-seria komiksowa, której twórcami są Peter David (scenariusz) i Pascal Alixe (rysunki). Komiks ukazał się w pięciu częściach w latach 2006–2007 nakładem wydawnictwa Marvel. Po polsku opublikowało go w 2007 roku w jednym zbiorczym tomie wydawnictwo Mucha Comics. Seria jest kontynuacją komiksu Marvel 1602 autorstwa Neila Gaimana i Andy'ego Kuberta z 2003 roku.
Marvel 1602: Czwórka z Fantasticka to opowieść nawiązująca do serii komiksowej Fantastyczna Czwórka (Fantastic Four). Akcja rozgrywa się w 1602 roku i przedstawia historię walki Fantastycznej Czwórki z Przerażającą Czwórką o uwolnienie porwanego Williama Szekspira.